# Iglesia abacial de Saint-Ouen
La iglesia abacial de Saint-Ouen (en francés: Abbaye Saint-Ouen de Rouen) de Ruan es una gran iglesia abacial gótica francesa, famosa por su arquitectura y su enorme y antiguo órgano, descrito por Charles-Marie Widor como «miguelangelesco».[cita requerida]
Construida con una escala similar a la de la cercana catedral de Ruan, es, junto con ésta y con la iglesia de Saint Maclou, uno de los principales monumentos góticos de la ciudad. Su tamaño y magnificencia hace que muchos visitantes confundan la iglesia abacial con la catedral.
La iglesia mide 137 m de largo y 33 m de alto en las bóvedas. La nave central está rematada en el cruce por una inusual linterna en forma de torre coronada, de donde le viene el sobrenombre de «Corona de Normandía», de estilo similar a la de la catedral de Ely en Inglaterra. Las bien conservadas vidrieras son más de 80, distribuidas en tres niveles. Son predominantemente del siglo XIV, con tonos que imitan el brillo de las joyas entre los paneles de vidrio blanco y esmerilado, creando un interior más brillante de lo habitual en las iglesias góticas. La reja que protege el coro es también una obra maestra de la época.
Juana de Arco estuvo presa en la abadía durante su proceso.
La abadía fue objeto de una clasificación al título de los monumentos históricos por la lista de 1840.

## Historia

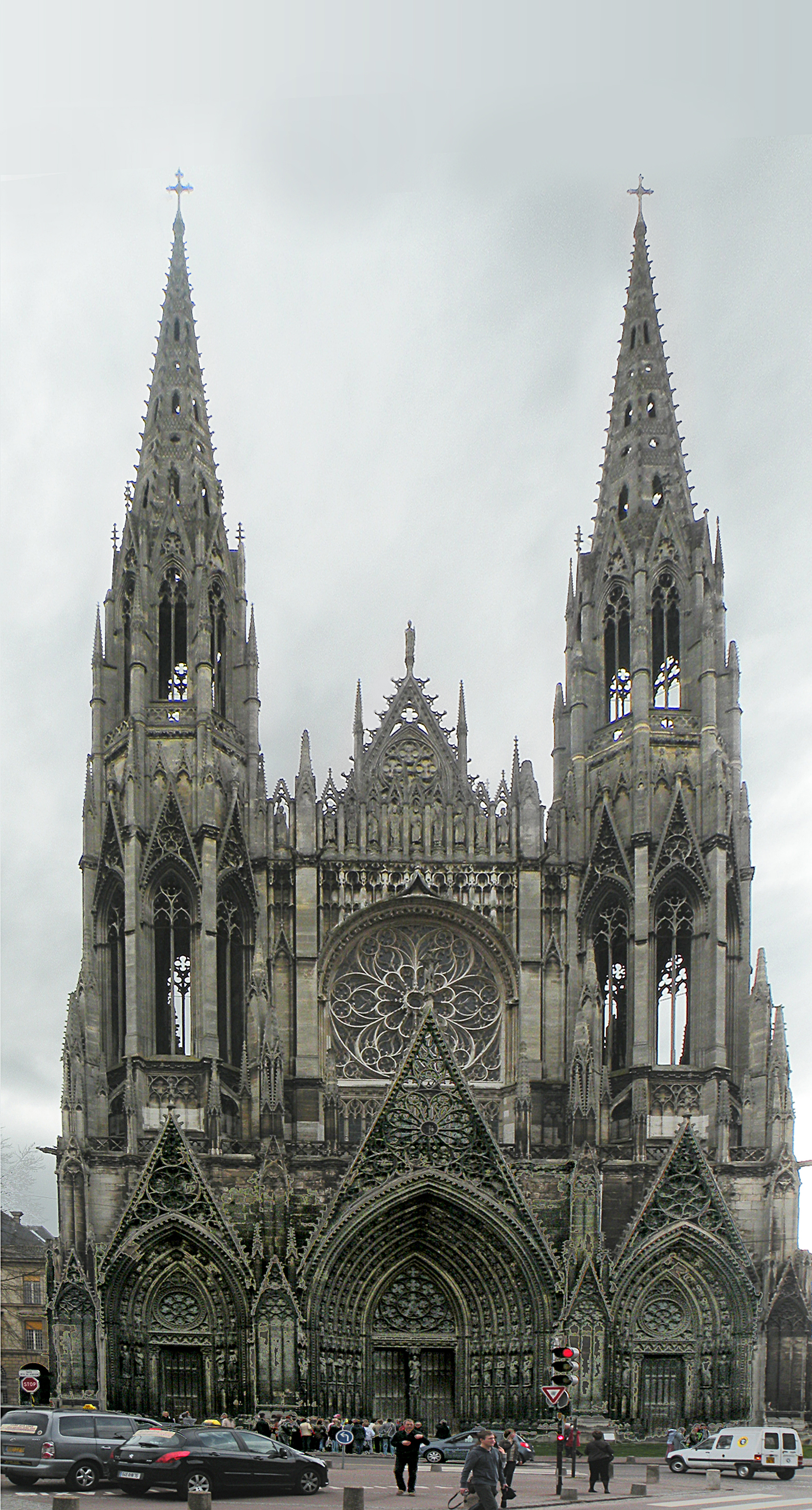
Fachada occidental neogótica obra de Henri Grégoire (1845-1852).

La iglesia fue diseñada originalmente como iglesia abacial de Saint-Ouen, perteneciente a la Orden Benedictina, cuyos monjes se habían establecido en la zona desde el año 750. Se comenzó su construcción en 1318, obra interrumpida por la guerra de los cien años, y se terminó en el siglo XV en el estilo rayonnant o flamígero. Fue finalmente consagrada en 1562.
En el siglo XVII fue adscrita a la reforma que introdujo la Congregación de San Mauro, bajo cuyo gobierno se mantuvo hasta que el edificio de la abadía fue desocupado durante la Revolución francesa. Posteriormente fue ocupado por el Ayuntamiento de Ruan, que permanece allí hasta la actualidad. La fachada quedó inconclusa durante varios siglos y no se completó hasta 1851, obra de Henry Grégoire.

## Órgano
La iglesia custodia un órgano Cavaillé-Coll de 1890, reconstrucción del original de Crespin Carlier, fechado en 1630. Algunos de sus más famosos intérpretes fueron François d'Agincourt y Marcel Dupré.
Los cuatro teclados (64 juegos) del órgano inspiraron a Charles-Marie Widor la composición de su Symphonie gothique n.º 9, dedicada al instrumento, el cual es notable por tener el registro contre-bombarde (32 pies) un nivel de presión sonora bastante por encima de lo acostumbrado.
| I Positif   |     |
| Montre      | 8′  |
| Bourdon     | 8′  |
| Gambe       | 8′  |
| Unda maris  | 8′  |
| Flûte douce | 4′  |
| Dulciane    | 4′  |
| Doublette   | 2′  |
| Plein-jeu V | 1′  |
| Cor anglais | 16′ |
| Trompette   | 8′  |
| Cromorne    | 8′  |
| Clairon     | 4′  |

| II Grand-Orgue       |     |
| Montre               | 16′ |
| Violonbasse          | 16′ |
| Bourdon              | 16′ |
| Montre               | 8′  |
| Diapasón             | 8′  |
| Bourdon              | 8′  |
| Salicional           | 8′  |
| Flûte harmonique     | 8′  |
| Prestant             | 4′  |
| Trompette-en-chamade | 8′  |
| Clairon-en-chamade   | 4′  |

| III Récit expressif  |        |
| Quintaton            | 16′    |
| Corno dolce          | 16′    |
| Diapasón             | 8′     |
| Flûte traversière    | 8′     |
| Cor de nuit          | 8′     |
| Voix éolienne        | 8′     |
| Viole de gambe       | 8′     |
| Voix céleste         | 8′     |
| Flûte octaviante     | 4′     |
| Viole d’amour        | 4′     |
| Quinte               | 2 2/3′ |
| Octavin              | 2′     |
| Carillon I-III       | 1′     |
| Cornet V             | 8′     |
| Tuba magna           | 16′    |
| Trompette harmonique | 8′     |
| Basson-Hautbois      | 8′     |
| Clarinette           | 8′     |
| Voix humaine         | 8′     |
| Clairon harmonique   | 4′     |
|                      |        |
| Tremolo              |        |

| IV Bombarde      |        |
| Flûte            | 8′     |
| Flûte            | 4′     |
| Doublette        | 2′     |
| Cornet V (III ?) | 16′    |
| Fourniture V     | 2 2/3′ |
| Bombarde         | 16′    |
| Basson           | 16′    |
| Trompette        | 8′     |
| Clairon          | 4′     |

| Pédale          |     |
| Soubasse        | 32′ |
| Contrebasse     | 16′ |
| Soubasse        | 16′ |
| Basse           | 8′  |
| Violoncelle     | 8′  |
| Bourdon         | 8′  |
| Flûte           | 4′  |
| Contre Bombarde | 32′ |
| Bombarde        | 16′ |
| Basson          | 16′ |
| Trompette       | 8′  |
| Clairon         | 4′  |

- Couplers: Anches Pos., Rec./Pos., Appel G.O., Appel Chamades, Octaves graves du G.O., Pos./G.O., Rec./G.O., Bomb./G.O., Anches Bomb., Appel des jeux de combinaison Rec., Octave aigue Rec., Bomb./Rec., Tirasse G.O., Tirasse Pos., Tirasse Rec., Anches Ped.,

## Museo
Para guardar y exponer muchas de las obras de arte que los ejércitos napoleónicos expoliaron en toda Europa, en 1800 se abrió en la abadía un museo de Bellas Artes. Si bien con la restauración monárquica muchas piezas fueron devueltas a sus países de origen, la colección aumentó hasta que en 1887 se trasladó a un nuevo edificio de mayor tamaño. La actual pinacoteca, situada cerca de la iglesia abacial, incluye cuadros de Gérard David, Velázquez, Caravaggio, Georges de La Tour, Rubens y otros. Incluye también una sección de retratos de personajes famosos.

## Jardines
El antiguo jardín de la abadía se denominada «jardin de l'Hôtel de Ville». Ubicada cerca de la entrada oeste, en el portal Marmousets, se encuentra una réplica de la gran piedra Jelling, donada en 1911 por el gobierno de Dinamarca a Normandía para conmemorar el milenio del primer asentamiento nórdico en la región.
No lejos de allí se sitúa una estatua de piedra de Hrolf Ganger esculpida por Arsène Letellier y un busto de bronce del poeta belga Émile Verhaeren, que murió accidentalmente en la estación de Ruan en 1916.
Al norte de la iglesia abacial, un estanque está decorado con una escultura de Alexander Schoenewerk que representa el secuestro de Deyanira por el centauro Nessus.

## Galería

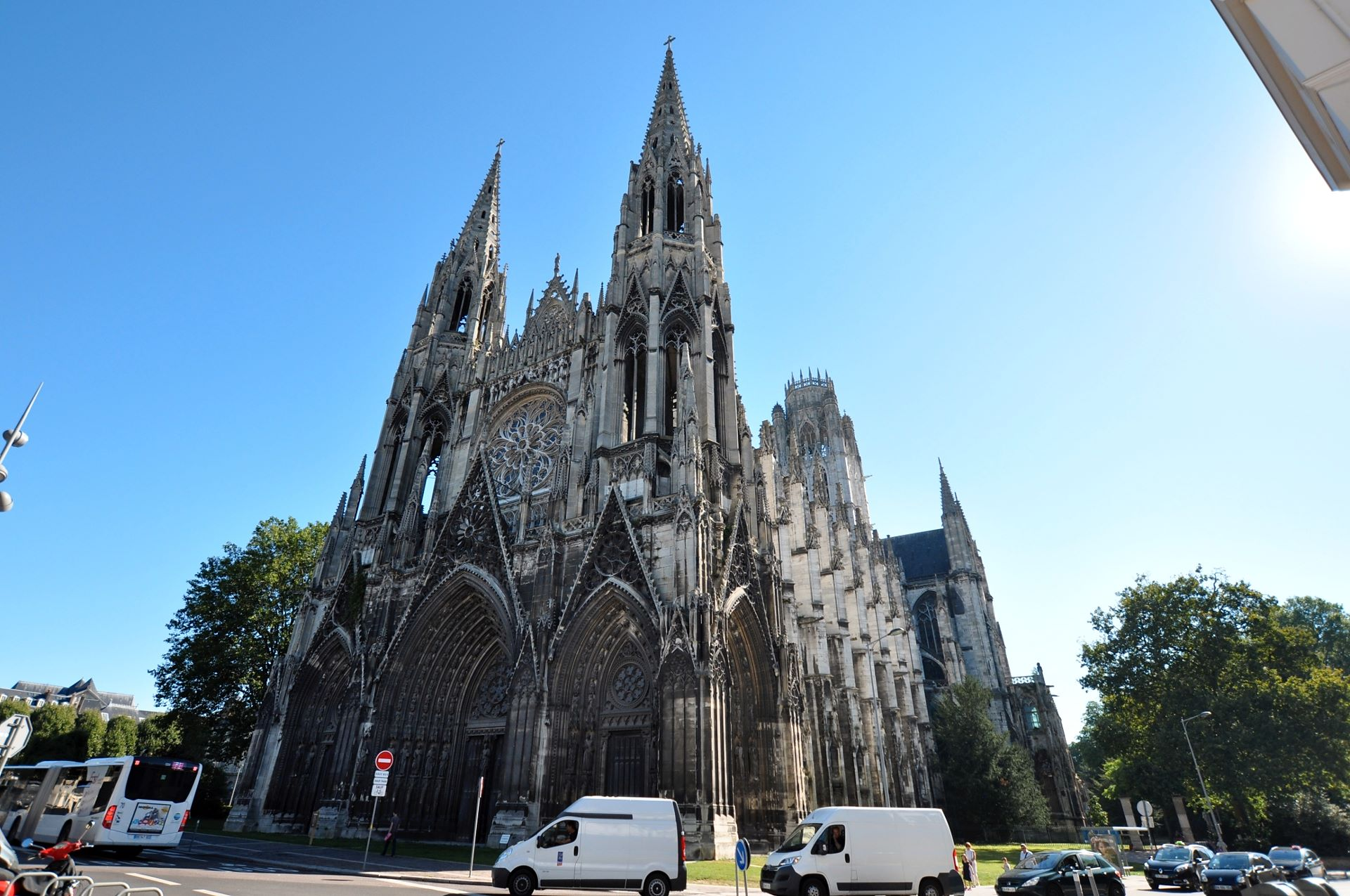
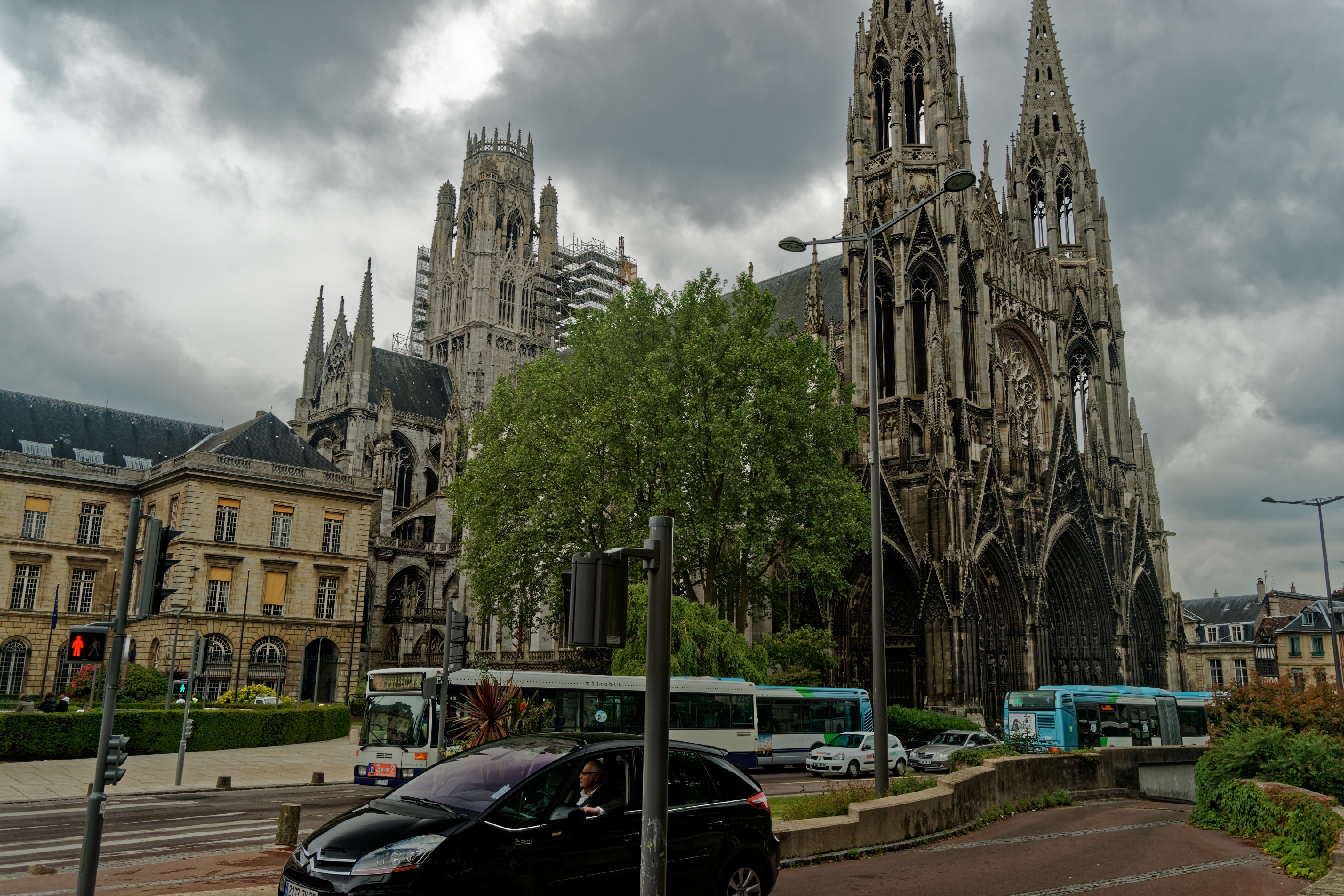
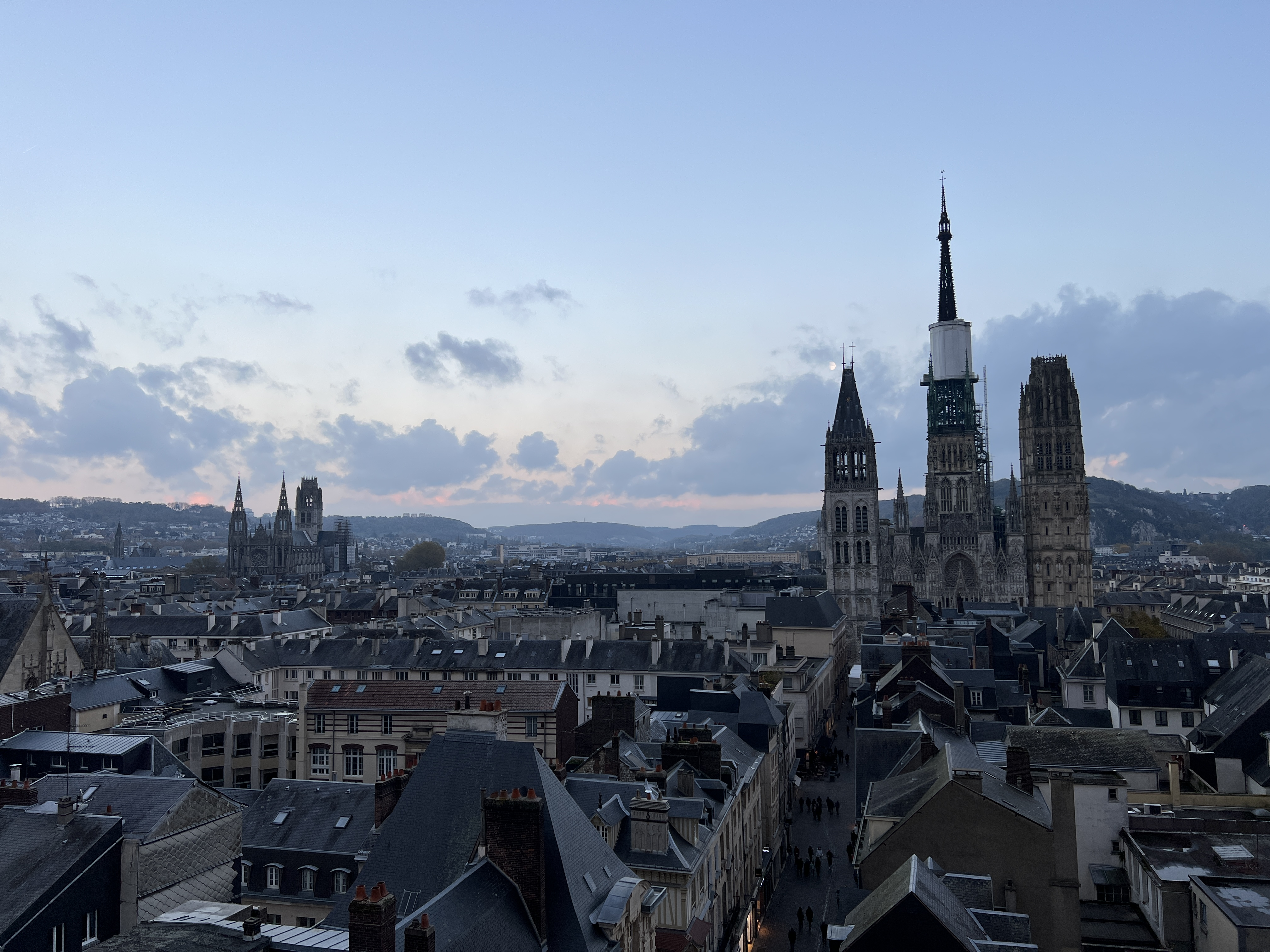
Panorámica de Ruan, con la catedral y la abadía.